# Berytinae

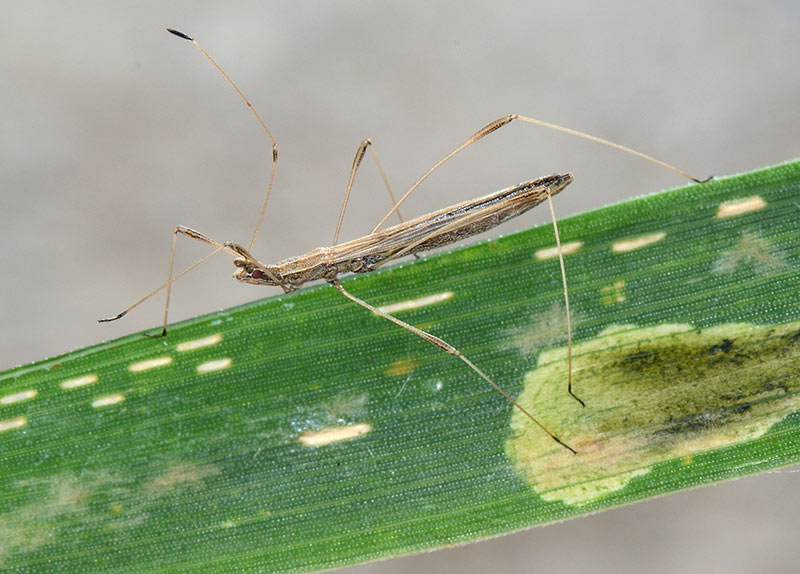
Smukleniec komarnicowaty

Berytinae – podrodzina pluskwiaków z podrzędu różnoskrzydłych i rodziny smukleńcowatych. 

## Morfologia
Pluskwiaki o wydłużonym, walcowatym ciele i zwykle maskującym, żółtawym do rudobrązowego ubarwieniu, bez rozległych czarnych obrączkowań na czułkach i odnóżach. Często ciało porastają jedwabiste szczecinki. Głowa ich jest na przedzie ścięta lub też przedłużona w wyrostek ponad zaustkiem, zaopatrzona w oczy złożone, przyoczka, czteroczłonową kłujkę i czteroczłonowe czułki. Ciemię ma poprzeczną bruzdę, a na czole często znajduje się kolcowaty wyrostek. Formy długoskrzydłe mają przedplecze wyniesione przed tylną krawędzią, a półpokrywy z pięcioma wyraźnymi żyłkami podłużnymi na zakrywce. U form o skrzydłach skróconych zakrywka jest zredukowana a przedplecze spłaszczone. Spodnia powierzchnia odwłoka jest gęsto punktowana. Na trzecim jego sternicie znajdują się 2 pary trichobotrii. U samic tergity odwłoka ósmy i dziewiąty są całkowicie podzielone poprzeczną bruzdą.

## Ekologia i występowanie
Większość gatunków bytuje na roślinach; liczne związane są z roślinami o gruczołowym owłosieniu. Są to owady głównie fitofagiczne, ale uzupełniają swoją dietę żywymi i martwymi stawonogami o niewielkich rozmiarach, np. mszycami.
Podrodzina ta zamieszkuje głównie półkulę wschodnią, przy czym plemię Berytinini ograniczone jest do Palearktyki. Najliczniej reprezentowana jest w Starym Świecie. W Australii występują tylko 4 gatunki z rodzajów Bezu i Chinoneides. Jedynym gatunkiem rodzimym dla Ameryki jest Neides muticus, zasiedlający Nearktykę. W Polsce potwierdzono występowanie smukleńca komarnicowatego i 6 gatunków z rodzaju nibugar (zobacz: smukleńcowate Polski).

## Taksonomia i ewolucja
Takson ten wprowadzony został w 1851 roku przez Franza Xaviera Fiebera pod nazwą Berytidea. We współczesnym sensie, jako jedna z trzech podrodzin smukleńcowatych, zdefiniowany został w monografii Thomasa J. Henry’ego z 1997 roku. Według zawartej w niej analizy filogenetycznej stanowi on grupę siostrzaną dla kladu obejmującego Gampsocorinae i Metacanthinae.
Podrodzina ta obejmuje około 40 opisanych gatunków, zgrupowanych w 2 plemionach i 12 rodzajach:
- plemię: Berytini Fieber, 1851
  - Apoplymus Fieber, 1859
  - Berytoplymus Stusak, 1989
  - Bezu Stusak, 1989
  - Chinoneides Stusak, 1989
  - Hubertiella Kirkaldy, 1902
  - Neides Latreille, 1802 – smukleniec
  - Neoneides Stusak, 1989
  - Paleologus Distant, 1902
  - Paraberytus Stusak, 1965
  - Plyapomus Stusak, 1976
  - Yemmatropis Hsiao, 1977
- plemię: Berytinini
  - Berytinus Kirkaldy, 1900 – nibugar

W zapisie kopalnym Berytinae znane są od oligocenu. Z epoki tej pochodzą odnalezione we Francji skamieniałości Neides oligocenicus.